# Černé zrcadlo
Černé zrcadlo (v anglickém originále Black Mirror) je britský dramatický sci-fi televizní seriál vytvořený Charliem Brookerem. Seriál zkoumá moderní společnost, zejména pokud jde o neočekávané důsledky nových technologií. Jednotlivé díly jsou samostatné, obvykle zasazené do alternativní současnosti nebo blízké budoucnosti, často s temným a satirickým tónem, i když některé jsou experimentálnější a lehčí.
První dvě řady seriálu měly ve Spojeném království premiéru v prosinci 2011 a únoru 2013 na britské stanici Channel 4. Vánoční speciál měl premiéru 16. prosince 2014 na britské stanici Channel 4. Další dvě řady, obsahující celkově 12 dílů (každá po šesti), byly zveřejněny na Netflixu 21. října 2016 a 29. prosince 2017.
V březnu 2018 získal seriál pátou řadu. V České republice měl seriál premiéru 4. ledna 2017 na druhém kanálu České televize.
Podle Brookera představuje titulní „černé zrcadlo“ obrazovku televizoru, monitor a displej telefonu.

## Obsazení
| Řada | Díl                         | Obsazení |
| ---- | --------------------------- | --- |
| 1.   | The National Anthem         | Rory Kinnear, Lindsay Duncan, Donald Sumpter, Tom Goodman-Hill, Anna Wilson-Jones, Lydia Wilson |
| 1.   | Fifteen Million Merits      | Daniel Kaluuya, Jessica Brown Findlay, Rupert Everett, Julia Davis, Ashley Thomas |
| 1.   | The Entire History of You   | Toby Kebbell, Jodie Whittaker, Tom Cullen, Jimi Mistry |
| 2.   | Be Right Back               | Hayley Atwell, Domhnall Gleeson, Claire Keelan, Sinead Matthews, Flora Nicholson, Glenn Hanning, Tim Delap, Indira Ainger |
| 2.   | White Bear                  | Lenora Crichlow, Michael Smiley, Tuppence Middleton, Ian Bonar, Nick Ofield, Russell Barnett, Imani Jackman |
| 2.   | The Waldo Moment            | Daniel Rigby, Chloe Pirrie, Jason Flemyng, Tobias Menzies, Christina Chong, James Lance, Michael Shaeffer |
| 3.   | White Christmas             | Jon Hamm, Oona Chaplin, Rafe Spall, Natalia Tena |
| 3.   | Nosedive                    | Bryce Dallas Howard, Alice Eve, James Norton, Cherry Jones |
| 3.   | Playtest                    | Wyatt Russell, Hannah John-Kamen, Wunmi Mosaku, Ken Yamamura |
| 3.   | Shut Up and Dance           | Alex Lawther, Jerome Flynn |
| 3.   | San Junipero                | Gugu Mbatha-Raw, Mackenzie Davis |
| 3.   | Men Against Fire            | Malachi Kirby, Madeline Brewer, Ariane Labed, Sarah Snook, Michael Kelly |
| 3.   | Hated in the Nation         | Kelly Macdonaldová, Faye Marsay, Benedict Wong |
| 4.   | USS Callister               | Jesse Plemons, Cristin Miliotiová, Jimmi Simpson, Michaela Coel |
| 4.   | Arkangel                    | Rosemarie Dewitt, Brenna Harding, Owen Teague |
| 4.   | Crocodile                   | Andrea Riseborough, Andrew Gower Kiran Sonia Sawar |
| 4.   | Hang the DJ                 | Georgina Campbell, Joe Cole, George Blagden |
| 4.   | Metalhead                   | Maxine Peake, Jake Davies, Clint Dyer |
| 4.   | Black Museum                | Douglas Hodge, Letitia Wright, Babs Olusanmokun |
| 5.   | Striking Vipers             | Anthony Mackie, Yahya Abdul-Mateen II, Nicole Beharie, Pom Klementieff, Ludi Lin |
| 5.   | Smithereens                 | Andrew Scott, Damson Idris, Amanda Drew, Topher Grace |
| 5.   | Rachel, Jack and Ashley Too | Miley Cyrus, Angourie Rice, Madison Davenport, Susan Pourfar |
| 6.   | Joan Is Awful               | Annie Murphy, Salma Hayek, Ben Barnes, Michael Cera, Rob Delaney, Himesh Patel, Max Harwood, Robbie Tann, Avi Nash, Wunmi Mosaku, Lolly Adefope, Jaboukie Young-White, Ayo Edebiri, Kayla Lorette, Leila Farzad, Rich Fulcher, Ellen Robertson, Éva Magyar, Bea Segura, Anthony Wise, Danielle Vitalis |
| 6.   | Loch Henry                  | Samuel Blenkin, Monica Dolan, John Hannah, Myha'la Herrold, Daniel Portman, Ellie White |
| 6.   | Beyond the Sea              | Aaron Paul, Josh Hartnett, Kate Mara, Rory Culkin, Marama Corlett, Marceline Hugot, Ioachim Ciobanu, Auden Thornton |
| 6.   | Mazey Day                   | Zazie Beetz, Danny Ramirez, Clara Rugaard, Robbie Tann, James P. Rees, David Rysdahl,Jack Bandeira, Corey Johnson, |
| 6.   | Demon 79                    | Paapa Essiedu, Katherine Rose Morley, Anjana Vasan, Emily Fairn |

## Vysílání
Seriál byl původně objednán stanicí Channel 4 a měl premiéru v prosinci 2011. Druhá řada seriálu měla premiéru během února 2013. V září 2015 Netflix odkoupil seriál a zveřejnil 12 dílů, později rozdělených na dvě řady se šesti epizodami. Třetí řada seriálu byla vydána na Netflixu 21. října 2016. Čtvrtá řada byla zveřejněna 29. prosince 2017. Pátá série vyšla 5. června 2019, natáčení šesté řady pak ovlivnila pandemie. Charlie Brooker psaní nových dílů dlouho odkládal, neboť svět byl podle něj už tak dost depresivní. Diváci se šesté série nakonec dočkali až 15. června 2023. Sedmou řadu seriálu odvysílá Netflix 10. dubna 2025.
| Řada    | Díly    | Premiéra ve VB    | Premiéra ve VB    | Premiéra v ČR (ČT2) | Premiéra v ČR (ČT2) |
| Řada    | Díly    | První díl         | Poslední díl      | První díl           | Poslední díl        |
| ------- | ------- | ----------------- | ----------------- | ------------------- | ------------------- |
| 1       | 3       | 4. prosince 2011  | 18. prosince 2011 | 4. ledna 2017       | 18. ledna 2017      |
| 2       | 3       | 11. února 2013    | 25. února 2013    | 25. ledna 2017      | 8. února 2017       |
| Speciál | Speciál | 16. prosince 2014 | 16. prosince 2014 | nebylo vysíláno     | nebylo vysíláno     |

| Řada | Díly | Premiéra na Netflixu |                   |
| ---- | ---- | -------------------- | ----------------- |
| 3    | 6    | 21. října 2016       |                   |
| 4    | 6    | 29. prosince 2017    |                   |
| Film | Film | 28. prosince 2018    | 28. prosince 2018 |
| 5    | 3    | 5. června 2019       |                   |
| 6    | 5    | 15. června 2023      |                   |
| 7    | 6    | 10. dubna 2025       |                   |